# Az Illés másik oldalán
Az Illés másik oldalán című válogatáslemez 1996-ban jelent meg. A magyar Illés-együttes1996 tavaszán tartott koncertje alkalmából adta ki a Hungaroton. 
Részben addig kiadatlan felvételeket tartalmaz, részben pedig az ekkor még CD-n meg nem jelent Ne sírjatok, lányok cimű 1973-as Illés-lemez dalait. 
A kiadatlan dalok közül az Évek óta, ill. A lány és a csavargó az 1970-es befejezetlen Illés-albumra készült. A Good-bye London, az Elvonult a vihar, és A legjobb dobos a világon alternatív verziója az 1971-es címnélküli, Human Rights néven közismertté vált albumon kapott volna helyet. A Petőfi '73 és az Európa csendes a Petőfi '73 c. film kísérőzenéjében szerepeltek.
A Good-bye London itt szereplő verziója minimális mértékben, csupán néhány dobütés tekintetében tér el az egy évvel később az Add a kezed... albumra felvett változattól. A gitárszóló is egy az egyben azonos mindkét verzión.
Az addig kiadatlan felvételeket Herskovits Iván, a lemez szerkesztője kutatta fel, majd Szörényi Szabolccsal keverte össze Cornides Tamás, illetve Etter Balázs hangmérnökök segítségével.

## Az album dalai
Minden dal Szörényi Levente és Bródy János szerzeménye, kivéve azok, ahol a szerzőség jelölve van.
1. Légy jó kicsit hozzám – 3:16
2. Igen – 3:12
3. Láss, ne csak nézz – 3:14
4. A bolond lány- 3:55
5. Petőfi '73 – főcímzene (Szörényi Levente) – 4:18
6. Évek óta (Illés Lajos–Bródy János) – 2:06
7. A lány és a csavargó (Szörényi Szabolcs–Bródy János) – 4:02
8. A legjobb dobos a világon (Pásztory Zoltán) – 2:31
9. Good-bye London – 3:23
10. Elvonult a vihar – 4:19
11. Európa csendes (Szörényi Levente–Petőfi Sándor) – 3:19
12. Eltávozott nap – 4:01

## Közreműködők
- Illés Lajos – zongora, csembaló, orgona, vokál
- Szörényi Levente – ének, gitár, vokál
- Szörényi Szabolcs – ének, basszusgitár, vokál
- Bródy János – ritmusgitár, vokál, ének
- Pásztory Zoltán – dob, ütőhangszerek